# Helwingiaceae
Classification APG III (2009)
Famille
La famille des Helwingiacées est une famille de plantes dicotylédones qui comprend 2-5 espèces du genre Helwingia.
Ce sont des arbustes, à feuilles alternes, aux petites inflorescences épiphylles, des régions tempérées, originaires de l'est de l'Asie :  Chine, Taïwan, Japon.

## Étymologie
Le nom vient du genre type Helwingia, nommé en l'honneur du botaniste allemand Georg Andreas Helwing (en) (1668-1748), aussi connu sous les noms de Tournefortius Borussicus et  « Pline le Prussien ».
Il est l'auteur de deux importants comptes rendus sur la flore de l'ancienne Prusse orientale : Flora quasimodogenita et Supplementum florae prussicae. Il constitua de nombreux herbiers dont  quatre ont survécu jusqu'à la Seconde Guerre mondiale. L'un est conservé dans les collections de la bibliothèque nationale de Pologne et l'autre dans l'herbier de la Faculté de biologie de l'Université de Varsovie. Ce sont d’importantes sources de noms vernaculaires polonais et allemands de plantes.

## Classification
Cette famille n'existe pas en classification classique de Cronquist (1981) : classiquement ce genre est assigné aux Cornacées.
La classification phylogénétique APG II (2003) et classification phylogénétique APG III (2009) la situent dans l'ordre des Aquifoliales.

## Liste des genres
Selon World Checklist of Selected Plant Families (WCSP) (12 nov. 2015), NCBI (12 nov. 2015) et DELTA Angio (12 nov. 2015) :
- genre Helwingia Willd. (1806)

## Liste des espèces
Selon World Checklist of Selected Plant Families (WCSP) (12 nov. 2015) :
- genre Helwingia Willd. (1806)
  - Helwingia chinensis Batalin (1893)
  - Helwingia himalaica Hook.f. & Thomson ex C.B.Clarke (1879)
  - Helwingia japonica (Thunb.) F.Dietr. (1817)
  - Helwingia omeiensis (W.P.Fang) H.Hara & S.Kuros. (1975)

Selon NCBI (12 nov. 2015) :
- genre Helwingia
  - Helwingia chinensis
  - Helwingia japonica